# 李通 (東漢)
李通（168年—209年），字文達，小字萬億，江夏郡平春縣（今河南省信陽市）人。東漢末年曹操部下重要將領。

## 生平
李通當時是聞名於江汝之間的俠士，後來與同郡人陳恭一同起兵，行事勇敢果斷，曾殺掉表面合作但暗地通敵的周直和誅殺他的黨羽並吞併其部眾；又擊破殺害陳恭並吞併其部眾的陳郃，割了陳郃的頭祭祀陳恭；更生擒黃巾亂民頭目吳霸和招降其部眾。
建安初年，李通率領部眾跟隨曹操，被派駐汝南西界，並任命為振威中郎將。後來曹操討伐張繡，因為劉表協助張繡而挫敗曹軍，李通於是率兵與曹操會合，更以李通為先鋒，最終大破張繡，後任命為裨將軍，封建功侯。後又任命為汝南陽安都尉。
官渡之戰時，袁紹派使者任命李通為征南將軍，劉表亦暗中招攬李通，但李通都拒絕，更加斬了袁紹的使者，又將征南將軍段綬和數個盜賊集團首領的人頭送呈曹操以示盡忠，安定淮河和汝南附近的地方。後被任命為汝南太守，封都亭侯。209年，曹仁被劉備與周瑜圍困於江陵，關羽則斷其北歸路線，李通卻率兵攻打圍城的敵軍以接應曹仁，一邊戰鬥一邊前進，勇冠諸將。但李通卻在期間得病逝世，死時四十二歲。曹丕繼位後追諡剛侯。

## 性格
- 李通還未跟隨曹操時，有一次遇到饑荒，李通盡散家財賑濟飢民，連盜賊也不敢乘機侵犯。
- 李通剛正不阿，像李通妻子的伯父犯法被趙儼逮捕，判了死刑，妻子求李通赦免，但李通拒絕，說：「方與曹公戮力，義不以私廢公。」並對趙儼的決斷感到欽佩，與之結交為友。[1]

## 後代
- 李緒，李基之兄，曾屯駐樊城並有功，任命為平虜中郎將。
  - 李秉（唐《晉書》因避諱作李景[2]），字玄胄，李绪子，有俊才，官至秦州刺史，都亭定侯。[3][4]
    - 李重，李秉之子，文人，仕晉，歷任吏部郎，平陽太守。
      - 李式，李重之子，東晉書法家，官至侍中。
      - 李慕，李重子，東晉綏陽縣令。[5]
        - 李志，李慕子，東晉員外常侍、南康國相。[5]

      - 李廞，李重第五子。[6]

    - 李嶷，李重之弟。
    - 李尚，李重之弟。
    - 李矩，李重之弟，官至江州刺史。李矩妻衛鑠，東晉著名女書法家；她的高徒之一是「書聖」王羲之。
      - 李充，李矩之子，東晉詩人。
- 李基，李通死後繼承爵位，被任命為奉義中郎將。

## 藝術形象

### 《三國演義》
初次登場為第十八回，當曹操征討張繡撤軍途中，遭賈詡獻計二度追擊時，於曹軍敗退之中登場救援，被曹操賞識封侯，令守汝南西界；之後於潼關之戰中登場，與馬超單挑僅五回合，被其一槍刺死。

### 漫畫形象
- 《蒼天航路》（王欣太）
- 《火鳳燎原》（陳某）：於周瑜亡命篇登場，隨於曹真軍中，在被鹿砦刺致不似人形時捨身為曹操殿後、堵塞追兵，使曹操憶起典韋及才記起該人為李通。

## 评价
- 曹丕：昔袁绍之难，自许、蔡以南，人怀异心。通秉义不顾，使携贰率服，朕甚嘉之。
- 陈寿：李通、臧霸、文聘、吕虔镇卫州郡，并著威惠。
- 刘裕：昔魏武在官渡，汝、兖之士，多怀贰心，唯李通独断大义，古今一也。
- 卢弼：李通淮、汝，臧霸青、徐，与钟繇关中之任并重，实委全局所系，不仅一隅之得失也。

## 延伸阅读
[在维基数据编辑]
 《三國志·卷18》，出自陳壽《三國志》